# Gennaro D'Alessandro
Gennaro D'Alessandro (o D'Alessandri, D'Allessandria, Alexandre, Allexandro) (Nápoles, 1717? - Nápoles, después del 28 de julio de 1778) fue un compositor y clavecinista italiano.

## Biografía
Alumno de Leonardo Leo en Nápoles, se convirtió en maestro de coro del Pio Ospedale della Pietà en Venecia del 21 de agosto de 1739 al 13 de mayo de 1740, luego maestro de clavecín de Germain-Anne Loppin de Montmort en Dijon (del 1 de octubre de 1740 a 1749)  y Madame de La Pouplinière en París (1743). De regreso a Nápoles, fue también profesor de canto de Madeleine-Zoé-Anne-Marguerite Seimandy (1778) y participó en algunas academias de música en la Villa Angelica de Sir William Hamilton junto con Emanuele Barbella (1768). Conoció a figuras destacadas como Antonio Vivaldi, Carlo Goldoni, Jean-Joseph de Mondonville, Charles de Brosses y Giacomo Francesco Milano Franco d'Aragona.

## Composiciones[2]

### Música litúrgica
- 1 misa breve
- 1 Miserere

### Música instrumental
- 2 sinfonías/ oberturas (hacia 1739-1742)

- Ottone sobre libreto de Antonio Salvi con arreglo de Carlo Goldoni (Venecia, Teatro di S. Giovanni Grisostomo, 1739-1740); Adaptado parcialmente por Paolo Scalabrini como Adelaide por la compañía de Pietro Mingotti (Praga, Leipzig y Hamburgo, 1744) [1]

### Arias
- Doux zéphir qui caresse (Dijon o París, hacia 1740-1749)
- Non sperar tiranno (Dijon, alrededor de 1741)

### Serenatas
- Il coro delle muse con texto de Carlo Goldoni y interludios musicales de Antonio Vivaldi (Venecia, Pio Ospedale della Pietà, 1740)

### Cantatas
- La ninfa saggia con texto de Carlo Goldoni (Venecia, Pio Ospedale della Pietà, 1739)
- Gli amanti felici con texto de Carlo Goldoni (Venecia, Pio Ospedale della Pietà, 1739)
- Le quattro stagioni con texto de Carlo Goldoni (Venecia, Pio Ospedale della Pietà, 1739)

## Discografía
- Gennaro D'Alessandro, Arie dall'opera Adelaide. Hamburg 1744, Francesco Divito (soprano), «Benedetto Marcello» Baroque Ensemble, Ettore Maria Del Romano (director), Tactus, TC 710401, 2024.

## Nota
1. 1 2 3 4 5 6  Tribuzio, Giovanni (2019). «L’opera ritrovata di Gennaro D’Alessandro e Carlo Goldoni: dall’"Ottone" per Federico Cristiano Leopoldo di Sassonia (Venezia, 1739-1740) all’"Adelaide" della compagnia di Pietro Mingotti (Praga, Lipsia e Amburgo, 1744)».  En Galliano Ciliberti e Giovanni Tribuzio, ed. "O celeste armonia di lieta sorte". "Lectures", lezioni e ricerche di musicologia (ISBN 9788893921244) (Perugia: Morlacchi Editore University Press): 25-140.
2. 1 2 3 4 5 6  Giovanni Tribuzio. «D’Alessandro (Alexandre, Allexandro, D’Alessandri, D’Allessandria), Gennaro» (en inglés).
3. ↑  Tribuzio, Giovanni (2021). «'Or giunte siamo dove il principe nostro potremo vagheggiar': Tre serenate di D’Alessandro/Vivaldi, Carcani e Paradies/Galuppi per Federico Cristiano di Sassonia (Venezia, Ospedali Grandi, 1740)».  En Galliano Ciliberti, ed. Music Patronage in Italy (ISBN 9782503595443) (Turnhout: Brepols): 191-239.

- Datos: Q67586315
- Multimedia: Gennaro D'Alessandro / Q67586315